# Corta Guadiana
El Corta Guadiana és un llac artificial trobat a Puebla de Guzmán (Província de Huelva). El llac suposà un perill per a la salut pública per la quantitat de CO₂ que contenia a les profunditats fins que fou desgasificat a finals del 2017. El llac mesura 17.500 metros quadrats i té una profunditat màxima de 68 metros.
El llac es formà el 1893 pel perforament del subsòl de les mines de Las Herrerías fet inicialment per l'empresa britànica The Bedel Metal & Chemical que cercava sulfur de ferro. Les perforacions continuaren per les posteriors empreses mineres.
A partir de 1912 la mina va ser operada per l'empresa francesa Saint Gobain, fins que el 1951 passà a mans de Minas de Herrerías Sociedad Anónima, una empresa fundada pel Banco Urquijo (avui en dia Banco Sabadell), el Banco de Vizcaya (avui en dia BBVA) i la família Sundheim, milionaris residents a Huelva. Minas de Herrerías Sociedad Anónima abandonà el jaciment miner a finals de la dècada de 1980 en el context econòmic de la crisi minera en la seua plenitud. El 1988 la gasificació del llac va ocórrer perquè es deixà de bombar l'aigua del llac.
El 2016 uns científics trobaren que a les profunditats del llac hi havia uns 80.000 metres cúbics de diòxid de carboni formats per l'activitat minera. Aquests gasos en cas d'eixir suposarien un perill per a la salut dels voltants. La Junta d'Andalusia acordà el 2017 amb l'Instituto Geológico y Minero y España un projecte de desgasificar el llac, que costaria 21.000 euros. Ficaren una tub que extreia els gasos.